# Новогригорівка (Казанківська селищна громада)
Новогриго́рівка — село в Україні, у Казанківській селищній громаді Баштанського району Миколаївської області. Населення становить 217 осіб.